# 김세창
김세창(1997년 10월 7일 ~)은 한국프로농구 고양 캐롯 점퍼스 소속 농구 선수이다. 2019년 KBL 드래프트에서 전체 8순위로 전주 KCC 이지스 지명되었다.

## 아마추어 시절
경복고등학교를 졸업하고 중앙대학교에 입학하였다.
입학후 저학년 시절에는 식스맨역할을 하였지만, 고학년이 되어서는 팀의 주전 가드로 활약하였다. 3,4학년 2년 연속으로 대학리그 어시스트상을 수상할만큼 동료들을 보는 눈이 좋다. 4학년이 되어서는 1라운드 후반또는 2라운드 초반에 지명 될 것으로 예상되었다.

## 전주 KCC 이지스시절
2019년 신인드래프트에서 1라운드 8순위로 전주 KCC 이지스에 지명되었다. 지명후 얼마안되어서 라건아, 이대성<->리온 윌리엄스, 김국찬, 박지훈, 김세창 2:4 트레이드로 울산 현대모비스 피버스로 이적하였다.

## 울산 현대모비스 피버스시절
지명후 얼마 안되어서 트레이드로 울산 현대모비스 피버스로 이적하였다. 팀의 주전 가드인 양동근이 30대 후반으로 나이가 많으므로 후계자를 키워야하 하므로 젊은 가드들과 경쟁을 할 것으로 보인다. D리그에서 경기를 뛰면서 경기 경험을 익히고 있는 중이다.

## 고양 오리온 오리온스시절
2020년 11월 11일 삼각트레이드로 이적하였다.

## 학력
- 일도초등학교
- 양정중학교
- 경복고등학교
- 중앙대학교

## 경력
- 2019년 : 전주 KCC 이지스 (2019년 1라운드 8순위)
- 2019년 ~ 2020년 : 울산 현대모비스 피버스
- 2020년 ~ 현재 : 고양 캐롯 점퍼스